# Slobodan Santrač
Slobodan Santrač (serbe cyrilique : Слободан Сантрач) (né le 1er juillet 1946 et mort le 13 février 2016) est un footballeur serbe, devenu entraîneur.

## Biographie
Il a joué pour l'équipe de Yougoslavie (8 matches/1 but), ainsi que pour l'OFK Belgrade ou encore le Partizan Belgrade.
Il a ensuite entraîné l'équipe de RF Yougoslavie entre 1994 et 1998 et à la Coupe du monde 1998, l'équipe d'Arabie saoudite en 2001 et l'équipe de Macédoine en 2005.